# Abbaye de Sambucina
L'Abbaye Santa Maria della Sambucina est une abbaye cistercienne fondée en 1160, située près de la commune de Luzzi, en Calabre.